# Svenska mästerskapet i handboll för herrar 1939/1940
Svenska mästerskapet i handboll 1939/1940 vanns av Majornas IK. Deltagande lag var DM-vinnarna från respektive distrikt.

## Omgång 1
- Djurgårdens IF HF–Upsala IF 4–5
- Gävle GIK–I 18 Visby w.o.
- IF Göta–IFK Karlsborg 11–5
- Norrköpings AIS–IK City 10–5
- KFUM Örebro–Västerås IK 10–9
- IK Tord–Halmstads BK 8–7
- IFK Karlskrona–Ystads IF HF w.o.

## Kvartsfinaler
- Upsala IF–Gävle GIK 5–4
- IF Göta–Majornas IK 8–22
- Norrköpings AIS–KFUM Örebro 11–9
- IK Tord–IFK Karlskrona 3–27

## Semifinaler
- Upsala IF–Majornas IK 7–12
- Norrköpings AIS–IFK Karlskrona 4–19

## Final
- Majornas IK–IFK Karlskrona 8–4